# Suchy Młyn
Suchy Młyn este o arie protejată (sit de importanță comunitară — SCI) din Polonia întinsă pe o suprafață de 524,27 ha, integral pe uscat.

## Localizare
Centrul sitului Suchy Młyn este situat la coordonatele 50°42′13″N 19°43′41″E / 50.7037°N 19.728°E.

## Înființare
Situl Suchy Młyn a fost declarat sit de importanță comunitară în august 2007 pentru a proteja 1 specie de plante și 5 specii de animale.

## Biodiversitate
Situată în ecoregiunea continentală, aria protejată conține 5 habitate naturale: Formațiuni ierboase bogate în specii de Nardus, dezvoltate pe substraturi silicioase în zone montane (și în zone submontane, în Europa continentală), Pajiști cu Molinia pe soluri calcaroase, turboase sau argilos-nămoloase (Molinion caeruleae), Fânețe de joasă altitudine (Alopecurus pratensis, Sanguisorba officinalis), Mlaștini împădurite, Păduri aluvionare cu Alnus glutinosa și Fraxinus excelsior (Alno-Padion, Alnion incanae, Salicion albae).
La baza desemnării sitului se află mai multe specii protejate:
- plante (1): curechi de munte (Ligularia sibirica)
- mamifere (2): castor (Castor fiber), vidră de râu (Lutra lutra)
- pești (3): zglăvoacă (Cottus gobio), Eudontomyzon mariae, cicar (Lampetra planeri)